# Стефан Пот
Стефан Пот (Бијељина, 15. јул 1994) српски је кошаркаш. Игра на позицији бека.

## Каријера
Пот је рођен у Бијељини, али се са породицом преселио у Суботицу где је тренирао у тамошњем Спартаку. Сениорски деби имао је 2013. године у дресу Војводине Србијагас. Напустио је новосадски клуб у јануару 2015. када је прешао у румунски Асесофт Плоешти до краја такмичарске 2014/15. У августу 2015. потписао је уговор са ваљевским Металцем, али је након слабих партија већ у октобру исте године раскинуо сарадњу са клубом. У новембру 2015. прикључио се екипи земунске Младости и у њој се задржао до завршетка те сезоне. Почетком септембра 2016. договорио је сарадњу са Партизаном са којим је потписао једногодишњи уговор. Након сезоне у Партизану, три године је наступао за ФМП. У сезони 2020/21. био је играч Игокее. Наредну такмичарску годину провео је у грчком прволигашу Колососу из Родоса. У августу 2022. потписао је за мађарски клуб Фалко Сомбатхељ.
Са јуниорском репрезентацијом Србије освојио је сребрну медаљу на Светском првенству 2013. године. Такође има и две бронзане медаље са првенстава до 18 и 20 година. За сениорску репрезентацију Србије наступио је на две утакмице током квалификација за Европско првенство 2022. године.

## Успеси

### Клупски
- Асесофт Плоешти:
  - Првенство Румуније (1): 2014/15.
- Игокеа:
  - Куп Босне и Херцеговине (1): 2021.
- Фалко Сомбатхељ:
  - Првенство Мађарске (1): 2022/23.
  - Куп Мађарске (1): 2023.

### Репрезентативни
- Европско првенство до 18 година:  2012.
- Светско првенство до 19 година:  2013.
- Европско првенство до 20 година:  2012.